# Urenco
Urenco Group este o companie britanica cu sediul în Marlow, Marea Britanie. 